# Adriana Tarábková
Adriana Tarábková (* 28. Mai 1966 in Bratislava) ist eine ehemalige slowakische Schauspielerin. 

## Leben
Tarábková hatte ihren ersten Filmauftritt 1984 in der Studentenkomödie Jak básníci přicházejí o iluze (alternativ: Wie Poeten ihre Illusion verlieren), u. a. mit Karel Roden. Mit dieser Rolle wurde sie in der Tschechoslowakei zum Traum vieler Jugendlicher. 
Im selben Jahr trat sie in der Omnia-Produktion von König Drosselbart (alternativ: König Drosselbart-Märchenedition Nr. 6) auf. Mit den Grundmotiven der Gebrüder-Grimm-Märchenerzählung und einem identischen Charakter wie in ihrem ersten Film erlangte Adriana Tarábková an der Seite von Lukáš Vaculík, Maria Schell, Gerhard Olschewski und Marián Labuda auch in Deutschland Bekanntheit. Der Film wurde nicht nur bei Kindern sehr beliebt. Er erhielt im selben Jahr in Karlsbad den Preis für Kinderfilme und gilt  als einer der besten Märchenfilme.
Zu dieser Zeit war sie in tschechischen Zeitschriften auch als Fotomodel zu sehen.
Im Jahre 1986 war Adriana Tarábková einmal als Darstellerin in der vierten Folge einer tschechischen, sechs Folgen laufenden Bauernserie zu sehen, das andere Mal übernahm sie eine kleine Nebenrolle im damals ausgestrahlten TV-Film Cena odvahy. 
Danach folgten 1987 und 1988 kleine Nebenauftritte in zwei TV-Serien. Ab 1989 folgten keine Fernsehauftritte mehr, da sie 1989 nach Bratislava zog und ins Geschäftsleben einstieg. 
Nachdem Tarábková 1993 das letzte Mal in einem kurzen Auftritt vor der Kamera stand, zog sie sich endgültig aus dem Filmgeschäft zurück. In Bratislava lebt sie zusammen mit ihren drei Kindern in einer großen Villa und leitet eine Gesellschaft, die Verpackungsmaschinen herstellt. Tarábková gilt als einflussreiche Geschäftsfrau, sie bleibt dabei aber im Hintergrund und gibt keine Interviews.

## Besonderheiten
Im König-Drosselbart-Film wurde Adriana Tarábková ins Deutsche von der mehr als 10 Jahre älteren Constanze Engelbrecht synchronisiert und wirkte so für die Zuschauer sehr viel älter und ernster.
Obwohl Regisseure erzählen, dass sie eine schöne Zukunft im Film gehabt hätte, erklärte sie: „Ich will nichts mehr über Filme wissen. Ich will auch nicht dran denken. Ich lebe nur noch mein Privatleben.“

## Filmografie (Auswahl)
- 1984: Wie Poeten ihre Illusionen verlieren
- 1984: König Drosselbart
- 1986: Cena odvahy (Fernsehfilm)
- 1993: Das Ende der Dichter in Böhmen